# Snövita drömmar
Snövita drömmar är en svensk äventyrsserie från 2023 som hade premiär på SVT och SVT Play den 21 februari 2023. Säsongen består av sex avsnitt.

## Handling
Serien kretsar kring de fyra tjejerna Malou, Hildur, Vilda och Caley som hundratusentals sett åka skidor. Tjejerna har en dröm kvar: att erövra de nära nog orörda bergstopparna på Grönland. Med segelbåt tar de sig längs med kusten till de berg som är bäst lämpade för skidåkning.

## Medverkande (i urval)
- Malou Peterson, 27 år, från Åre. Professionell skidåkare och äventyrare.
- Hildur Karlsson, 26 år, från Delsbo/Robertsfors. Skidåkare, äventyrare och fotograf.
- Vilda Forsén, 28 år, från Stockholm. Skidåkare, äventyrare och marknadsförare
- Caley Vanular, 32 år, från Vancouver, Kanada. Professionell snowboardåkare, äventyrare, fotograf och creative director